# جنا استرن
جنا استرن (به انگلیسی: Jenna Stern) (زاده ۲۳ سپتامبر ۱۹۶۷) بازیگر آمریکایی است. از فیلم‌های معروف او می‌توان به بازی در ۱۶ بلوک اشاره کرد.